# Petrus Boumal
Pour les articles homonymes, voir Boumal.
Petrus Boumal, né le 20 avril 1993 à Yaoundé, est un footballeur camerounais. Il évolue en tant que milieu de terrain polyvalent.

## Biographie
Formé par le FC Sochaux-Montbéliard, Boumal fait ses débuts en Ligue 1 le 3 décembre 2011 face au Dijon FCO.
Il signe son premier contrat professionnel avec son club formateur le  29 juin 2012.
Le 14 août 2017, il s'engage au FK Oural Iekaterinbourg jusqu'en 2020.

## Palmarès
- Finaliste de la Coupe de Russie en 2019 avec l'Oural Iekaterinbourg.